# نصف‌النهار ۱۵ درجه شرقی

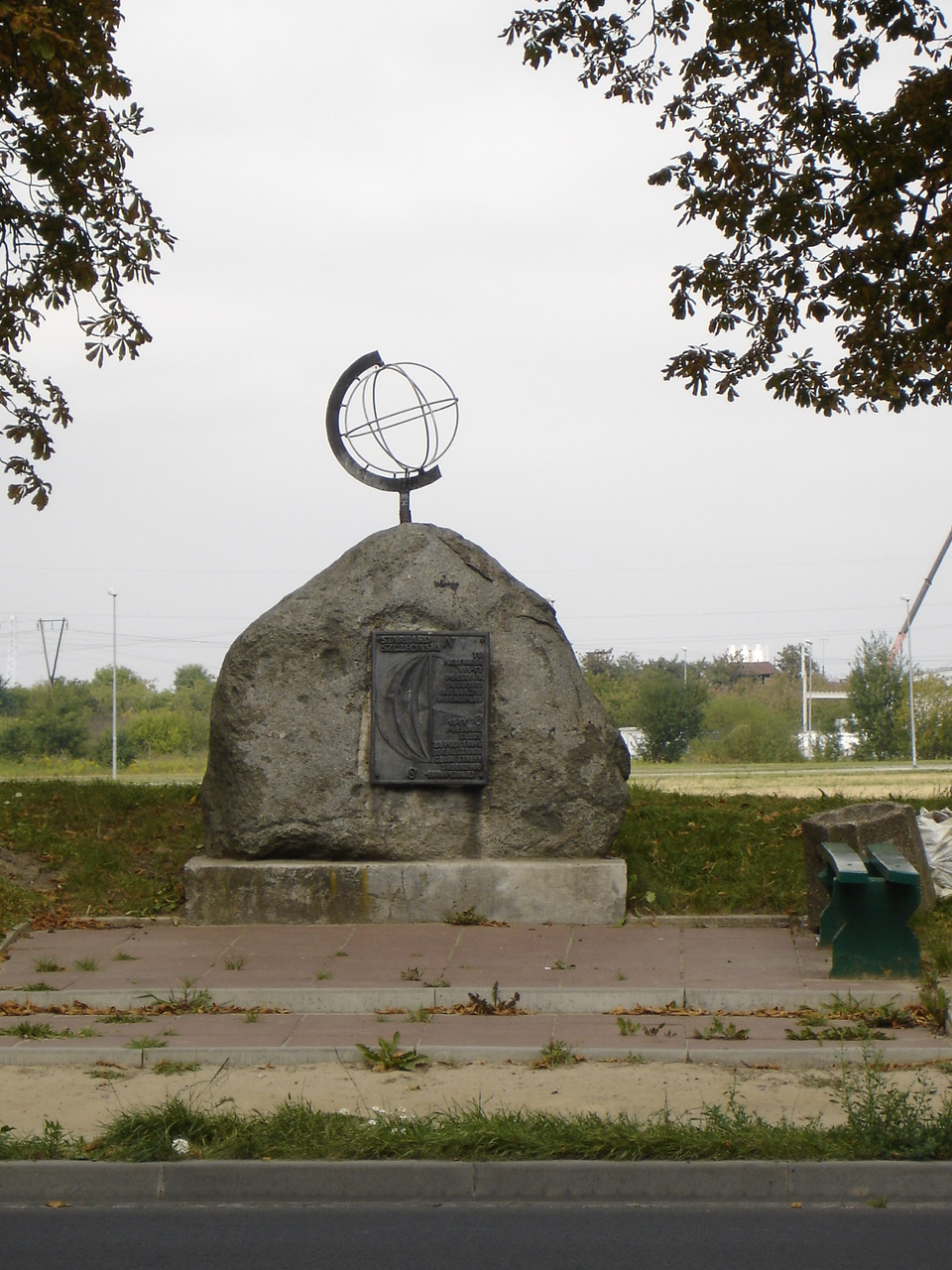
بنای یادبود نشان‌دهنده نصف النهار در استارگارد، لهستان

نصف‌النهار ۱۵ درجه شرقی۱۵مین نصف‌النهار شرقی از گرینویچ است که از لحاظ زمانی ۱ساعت و ۰دقیقه با گرینویچ اختلاف زمانی دارد.
این نصف‌النهار از قطب شمال شروع و از مناطق زیر گذشته و به قطب جنوب ختم می‌شود.
- قاره اروپا
- قاره آفریقا
- اقیانوس اطلس